# Исаев, Борис Акимович
Бори́с Аки́мович Иса́ев (род. 14 мая 1948) — советский и российский политолог и социолог. Кандидат исторических наук, доктор социологических наук, профессор. Заслуженный работник высшей школы Российской Федерации. Капитан первого ранга запаса.

## Биография
Б. А. Исаев родился 14 мая 1948 года в семье офицера, прошедшего всю войну, и учительницы географии, участницы блокады Ленинграда. Его детство прошло в отдаленных гарнизонах и многочисленных переездах (от Подмосковья до Владивостока и от Средней Азии до Ленинграда).
В 1966 году окончил среднюю школу № 3 (ныне гимназия) в г. Волхов, Ленинградской области и поступил в Высшее военно-морское инженерное училище имени Ф. Э. Дзержинского (ВВМИОЛУ, г. Ленинград).
В 1971 году окончил ВВМИОЛУ, защитив диплом военного инженера по специальности «ядерные энергетические установки», и был произведен в лейтенанты ВМФ.
В 1971 — 1979 годах проходил службу на Северной флоте, на атомной ракетной подводной лодке (АРПЛ) в должности оператора ядерной энергетической установки и командира отсека. В 1979—1988 годах — офицер политического отдела дивизии АРПЛ и заместитель командира АРПЛ по политической части. Окончил службу на действующем флоте в звании капитана 2 ранга, награждён 8 медалями.
В 1986 году с отличием и золотой медалью заочно окончил педагогический факультет Военно-политической академии имени В. И. Ленина по специальности «преподаватель общественных наук».
В 1988 — 1998 годах — преподаватель, доцент, профессор кафедры гуманитарных и социально-экономических наук Военно-морского института радиоэлектроники имени А. С. Попова. Автор одних из первых учебных пособий по новым дисциплинам «Политология» и «Социология» в системе военного образования. Завершил службу в ВМФ в звании капитана 1 ранга.
В 1988—1992 годах — соискатель по кафедре политической истории исторического факультета Санкт-Петербургского государственного университета (СПбГУ). В 1992 году под научным руководством В. Г. Афанасьева защитил диссертацию на соискание учёной степени кандидата исторических наук по теме «Развитие политической системы СССР (1985—1990)» (специальность 07.00.01 — история общественных движений и политических партий); официальные оппоненты — д.и.н. проф. В. С. Волков и к.и.н., доц. А. Ю. Днепровой. С 1989—1990 учебного года читал авторские курсы новых научных дисциплин «Политология» и «Социология».
В 1994—1998 годах — соискатель по кафедре политических институтов и прикладных политических исследований философского факультета СПбГУ. В 1998 году защитил диссертацию на соискание учёной степени доктора социологических наук по теме «Зарождение, становление и функционирование партийной системы современной России» (специальность 23.00.02 — политические институты и процессы). Научный консультант д.ф.н., проф. Селезнев Л. И., официальные оппоненты д.ф.н., проф. Федосеев А. А., д.ф.н., проф. Василик М. А., д.политич.н., проф. Орлов И. Б.
В 1999 — 2012 годах — профессор, заведующий кафедрой и отделением политологии Балтийского государственного технического университета (БГТУ) «Военмех» имени Д. Ф. Устинова. В этой должности произвел 13 выпусков, общим количеством более 700 специалистов-политологов, издал учебники и монографии по таким темам и дисциплинам политологии, как «Теория партий и партийных систем», «Зарождение и функционирование партийной системы России (1987—2008)», «Партология. Т.1. История партий», «Партология. Т.2. Партийно-политические системы ведущих стран мира», «Геополитика», организовал издание коллективных учебников по теории политики, современной российской политике, истории политических учений (см. Учебные издания). Отделение политологии ежегодно проводило научные конференции по наиболее актуальным проблемам политической теории и практики, активно сотрудничало с Российской ассоциацией политической науки (РАПН). Награждён почетным званием «Заслуженный работник высшей школы РФ» (2010).
В 2007-2017 гг. — профессор кафедры конфликтологии Института философии Санкт-Петербургского государственного университета. Читал курсы: «Глобальные конфликты», «Международные и региональные институты конфликторазрешения», «Партии и партийно-политические движения в современной России», «Конфликты в политической истории демократии», «Дипломатия в урегулировании международных конфликтов», «Геополитика и геополитические конфликты».
С 2013 года — профессор кафедры истории и философии Гуманитарного факультета Санкт-Петербургского государственного университета аэрокосмического приборостроения. Руководитель направления «Политология». Произвел 6 выпусков бакалавров и два выпуска магистров. Издал монографии «Политическая история демократии», «Основные проблемы общей теории революций» (2022), учебники: «Политическая история: революции» (2019), «Революциология: общая теория революций» (2020), Геополитика и геостратегия (2020).
Член Научного совета Российской ассоциации политической науки (РАПН) и председатель Исследовательского комитета РАПН по геополитике и безопасности.
Действительный член Академии политической науки. Член президиума Социологического общества (академии) имени М.М. Ковалевского. Член редакционного совета журналов «Политическая экспертиза. ПОЛИТЭКС. СПб» и «Теории и проблемы политических исследований. М».
Как председатель и член государственных аттестационных комиссий (ГАК) участвовал в выпусках политологов и политических конфликтологов в следующих вузах: Санкт-Петербургский государственный университет, Российский государственный педагогический университет (РГПУ) им. А. И. Герцена, Балтийский государственный технический университет (ВОЕНМЕХ) им. Д. Ф. Устинова, Санкт-Петербургский государственный университет аэрокосмического приборостроения (ГУАП), Межрегиональный институт экономики и права при МПА ЕврАзЭС.
Как член диссертационных советов и официальный оппонент участвовал в экспертизе кандидатских и докторских диссертаций в диссертационных советах МГУ им. Ломоносова, Института философии РАН, Политологического и социологического факультетов СПбГУ, РГПУ им. А. И. Герцена, БГТУ им. Д. Ф. Устинова (ВОЕНМЕХ), Казанского (Приволжского) федерального университета, Кубанского государственного университета, других ведущих российских вузов.
Б. А. Исаев — автор 6 поэтических сборников (См. Поэтические сборники 1988, 1998, 2007, 2008, 2010, 2023 гг.), член Межрегионального союза писателей РФ (с 2008).

## Научная деятельность
Главные научные достижения Б. А. Исаева:
— в партологии: создание российского варианта теории партий и партийных систем, включившего следующие проблемы: условия, пути и закономерности возникновения партий, место и роль партий в политической системе, классификация и типология партий и партийных систем, коалиционная политика партий, тенденции развития партий, структура партий и партийных систем, функционирование партийных систем, вычисление характеристик партий и партийных систем. См. также Монографии и статьи;
— в геополитике: классификация геополитических теорий и авторов по национальным школам геополитики, выделение ведущих школ на каждом этапе развития геополитики; формулирование понятий «геополитические процесс», «геополитическая картина мира», «глобальный геополитический конфликт» и др. Развитие таких направлений геополитики, как геоистория, российская геоистория, геоконфликтология, структура геополитики. См. также Статьи;
— в теории демократии: оригинальное описание политической истории демократии с разделением её на первобытную, античную, средневековую, демократию Нового времени, демократию эпохи индустриализма и эпохи постиндустриализма; выявление характерных черт современной демократии; исследование условий, движущих сил, циклов и периодов развития демократии. Был сделан вывод о том, что демократия развивается циклами, которые составляют от 340 до 1050 лет. Выделены следующие исторические периоды развития демократии: 1. отдельных демократических институтов, 2. городов-государств, 3. появление демократических коммун и государств-наций, 4. преобладания демократических стран в мире (современный период), 5.период всемирной демократии. См. также Монографии и статьи;
— в революциологии: создание общей теории революций, которая решает следующие проблемы: определение и интерпретации революций, характеристики и исторические тенденции революций, место, роль и время революций в истории, типология и классификация, условия возникновения, развития и завершения, цели и задачи, структура революций, ход и характер, функции и дисфункции революций, их соотношение с революционными, гражданскими войнами и протестными движениями.
Б. А. Исаев публиковал более 260 научных трудов (см. ниже), издал значительными тиражами более 20 учебников и учебных пособий (см. Научные труды. Учебные издания) в таких известных издательствах, как «Юрайт», «Аспект-Пресс», «Питер» и др. Учебные издания профессора Исаева положены в основу многих учебных курсов, ими пользуются студенты и преподаватели университетов России, Белоруссии, Украины, Казахстана, Таджикистана и других стран.

## Награды и премии
- Благодарность руководителя программы Института администрации и предпринимательства при Университете Париж 1 Пантеон-Сорбонна за активное участие в программе «Человеческие ресурсы и социальная ответственность предпринимательства». Париж, 1 декабря 2005 г.
- Благодарность Законодательного собрания Ленинградской области «За многолетний труд, значительный вклад в развитие высшей школыи достигнутые успехи в учебной и научно-методической работе» (2006)
- Орденский знак «Золотой пеликан» Санкт-Петербургского фонда поддержки образования, науки и техники «Военмех». (2008)
- Грамота, подписанная Президентом ИД «Питер» В. В. Усмановым "За активную и творческую работу по изданию 10 учебников и учебных пособий, общим объёмом 108 п. л. и общим тиражом 51000 экз.)
- Заслуженный работник высшей школы Российской Федерации (2010)
- Благодарственное письмо Государственной Думы РФ. Подписано Зам. Председателя Государственной Думы РФ Л. К. Слизкой «За плодотворную работу в системе образования. За трудолюбие и самоотдачу. За верность профессии, гуманизм и высокое чувство социальной ответственности», 2011 г
- Грамота от директора издательства «Юрайт» «За активность и творческие успехи, выразившиеся в публикации в издательстве двенадцати учебников и учебных пособий». 2017 г.
- Благодарности и почётные грамоты от Министра обороны СССР, командующего Северным флотом, командира дивизии и корабля, начальника ВВМУ радиоэлектроники им. А. С. Попова, Военно-медицинской академии, ректоров БГТУ «Военмех», Санкт-Петербургского университета, Государственного университета аэрокосмического приборостроения.

## Научные труды

### Монографии
- Исаев Б. А. Зарождение, становление и функционирование партийной системы современной России. — Петродворец: ВВМУРЭ имени А. С. Попова, 1997. — 201 с.
- Исаев Б. А. Функционирование партийной системы России (1993—1996). Петродворец. Издание ВВМУРЭ им. А. С. Попова. 1996. — 85 с.
- Исаев Б. А. Конституция и избирательная формула России как партиеобразующие факторы. Петродворец. Издание ВВМУРЭ им. А. С. Попова. 1996. — 24 с.
- Исаев Б. А. Теория партий и партийных систем и методология исследования российской партиомы. Петродворец. Издание ВМИРЭ им. А. С. Попова. 1998, — 64 с.
- Исаев Б. А., Семендяев В. Б. Формирование политических партий в России (конец XIX — начало XX века). — СПб.-Петродворец: Военно-морской институт радиоэлектроники, 2000. — 116 с.
- Исаев Б. А.. Геополитическая парадигма современной эпохи /Мировая политика и идейные парадигмы эпохи: Сб. статей / СПб гос. ун-т культуры и искусств. СПб., 2006. — 7 с.
- Исаев Б. А. Зарождение и функционирование партийной системы России (1987—2008). — СПб.: Балт. гос. техн. ун-т, 2008. — 196 с.
- Исаев Б. А.. Состояние современной геополитики в её сравнении с геополитикой классического периода 1890—1940 гг. / Мировая политика и идейные парадигмы эпохи: Сб. статей / СПб гос. ун-т культуры и искусств. СПб., 2008.
- Исаев Б. А. Политическая история демократии. Saarbruken: LAP LAMBERT Academic Pablishing GmbH and Co., 2011. — 466 с.
- Исаев Б. А. Концепция «Великая русская революция» как рамки анализа политического процесса в России XX века / Правовое государство и ответственность личности. Коллективная монография / под ред. С. И. Дудника, И. Д. Осипова. С-Петербург, 2011. — 274 с.
- Исаев Б. А. Демократизация как предпосылка конституционного процесса / Антология российского конституционализма: история и современность. Коллективная монография/ под ред. С. И. Дудника, И. Д. Осипова. С-Петербург, 2012. — 330 с.
- Исаев Б. А.. Социально-политические революции формата «4Д» / Сб. статей: Культура конфликта во взаимодействии власти и гражданского общества как фактор модернизации России Ин-т «Справедливый Мир», Рос. Ассоц. Политич. Наук, Фонд им. Фридриха Эберта; Ред. кол: Л. И. Никовская (отв.ред.), В. Н. Шевченко, В. Н. Якимец. Москва: Ключ-С, 2012.
- Исаев Б. А.. Демократические тенденции в политической истории средневековой Руси: политические системы, институты и группировки / Философия российской государственности: история и современность. Год истории России. К 1150-летию российской государственности: коллективная монография: в 2-х т. Т. 2 / под ред. проф. С. И. Дудника, проф. А. Х. Даудова, проф. И. Д. Осипова. СПб., 2013.
- Исаев Б. А. Геополитическая динамика: процессы и конфликты, картины мира и эпохи / Конфликт как проблема. Очерки современной теоретической и прикладной конфликтологии / под ред. А. И. Стребкова, А. В. Алейникова, А. Г. Пинкевич. С-Петербург: Фонд развития конфликтологии. 2015. — 502 с.
- Исаев Б. А., Коргунюк Ю. Г., Попова О. В., Шашкова Я. Ю. Партии и партийные системы / Структурные трансформации и развитие отечественных школ политологии. Научное издание / под ред. О. В. Гаман-Голутвиной. М.: Издательство «Аспект-Пресс», 2015. — 464 с.
- Исаев Б. А. Основные проблемы общей теории революций. М.: Издательство Юрайт, 2022. — 245 с.

### Учебные издания
- Исаев Б. А. Политология: история политических идей, современной политической идеологии, политической и партийной системы, международных отношения и национальной безопасность. — 5-е изд. — СПб.: Питер, 2005. — 174 с. (Краткий курс) ISBN 5-469-00567-4
- Политология: Хрестоматия / Сост. Б. А. Исаев, А. С. Тургаев, А. Е. Хренов. — СПб.: Питер, 2006. — 464 с.
- Исаев Б. А. Геополитика. Учебное пособие. — СПб.: Питер, 2005. — 275 с.
- Исаев Б. А. Социология. (Краткий курс). Учебное пособие. — СПб.: Питер, 2006. — 225 с.* Геополитика: Хрестоматия / Сост. Б. А. Исаев. — СПб.: Питер, 2007. — 512 с.
- Исаев Б. А. История партий. Учебное пособие. — СПб.: Издательство БГТУ, 2007. — 252 с.
- Исаев Б. А. Социология в схемах и комментариях: Учебное пособие для студентов вузов, обучающихся по специальности 040201 «Социология» и другим гуманитарным специальностям. — СПб.: Питер, 2008. — 224 с. ISBN 5-91180-056-X
- Исаев Б. А. Теория партий и партийных систем. Учебное пособие для студентов высших учебных заведений, обучающихся по направлению подготовки ВПО 030200 — «Политология». — М.: Аспект Пресс, 2008. — 364 с. ISBN 978-5-7567-0506-5
- Теория партий и партийных систем: Хрестоматия / Сост. Б. А. Исаев. — М.: Аспект-Пресс, 2008. — 400 с.
- Теория политики. Учебное пособие. / Под ред. Б. А. Исаева. — СПб.: Питер, 2008. — 464 с.
- Политология: Краткая хрестоматия / Сост. Б. А. Исаев. — СПб.: Питер, 2008. — 224 с.
- Исаев Б. А., Баранов Н. А. Политические отношения и политический процесс в современной России: учебное пособие для студентов вузов, обучающихся по направлению подготовки ВПО 030200 — «Политология». — СПб.: Питер, 2009. — 395 с. ISBN 978-5-469-01676-2
- Исаев Б. А. Политология в схемах и комментариях. Учебное пособие. — СПб.: Питер, 2009. — 224 с. ISBN 978-5-469-01733-2
- Исаев Б. А. Практическая партология: генезис партий и партийно-политических систем. Учебник. — СПб.: ИД «Петрополис», 2010. — 514 с.
- История политических учений Учебник. / Под ред. А. К. Голикова, Б. А. Исаева. — СПб.: Питер, 2012. — 432 с.
- Введение в политическую теорию. Учебное пособие. / Под ред. Б. А. Исаева. — СПб.: Питер, 2013. — 432 с.
- Исаев Б. А., Баранов Н. А. Современная российская политика. Учебное пособие. — СПб.: Питер, 2013. — 448 с.
- Исаев Б. А. Социология. Учебное пособие. — СПб.: ГУАП, 2014. — 221 с.
- Исаев Б. А. Политология: учебное пособие / М-во образования и науки Российской Федерации, Федеральное гос. бюджетное образовательное учреждение высш. проф. образования Санкт-Петербургский гос. ун-т аэрокосмического приборостроения. — СПб.: ГУАП, 2015. — 171 с. ISBN 978-5-8088-1041-9
- Исаев Б. А. Лекция 13. Партийные конфликты, партийная борьба, формирование и трансформация партийной системы современной России // Конфликты в условиях трансформации современного российского общества. Курс лекций. Под ред. А. В. Алейникова, А. И. Стребкова. — СПб.: БХВ-Петербург, 2015. — С. 369—396. — 496 с.
- Исаев Б. А. Лекция 14. Феномен «цветных революций» // Конфликты в условиях трансформации современного российского общества. Курс лекций. Под ред. А. В. Алейникова, А. И. Стребкова. — СПб.: БХВ-Петербург, 2015. — С. 397—416. — 496 с.
- Исаев Б. А. Лекция 15. Динамика и результаты постсоветских «цветных революций». Протестное движение в современной России // Конфликты в условиях трансформации современного российского общества. Курс лекций. Под ред. А. В. Алейникова, А. И. Стребкова. — СПб.: БХВ-Петербург, 2015. — С. 417—445. — 496 с.
- Исаев Б. А. Геополитика. Учебник для вузов. . — СПб.: Питер, 2016. — 496 с.
- Исаев Б. А. Теория партий и партийных систем: учебник для бакалавриата и магистратуры : для студентов высших учебных заведений, обучающихся по гуманитарным направлениям и специальностям : по направлению подготовки «Политология». — 2-е изд., испр. и доп. — М.: Издательство Юрайт, 2016. — 370 с. (Бакалавр. Магистр) (УМО ВО рекомендует) ISBN 978-5-9916-7744-8
- Исаев Б. А. Политическая история: революции. Учебник для бакалавриата и магистратуры : для студентов высших учебных заведений, обучающихся по гуманитарным направлениям. — М.: Издательство Юрайт, 2019. — 328 с. (УМО ВО рекомендует) (Бакалавр. Академический курс). ISBN 978-5-534-10020-4
- Исаев Б. А. Революциология: методологии и практики революций. Учебник для вузов. М.: Издательство Юрайт, 2020. — 328 с. ISBN 978-5-534-10020-4
- Исаев Б. А. Революциология: общая теория революций. Учебник для вузов. М.: Издательство Юрайт, 2020. — 384 с. ISBN 978-5-534-13126-0
- Исаев Б. А. Геополитика и геостратегия. Учебник для вузов: . М.: Издательство Юрайт, 2020. — 458 с. ISBN 978-5-534-13684-5

Исаев Б.А. Структура геополитики. Учебник для вузов. Спб.: Питер, 2024. - 464 с. ISBN 978-5-4461-2399-5

### Хрестоматии
- Политология. Хрестоматия. Сост. Б. А. Исаев, А. С. Тургаев, А. Е. Хренов. СПб.: Питер, 2006. — 464 с.
- Геополитика. Хрестоматия. Сост. Б. А. Исаев. СПб.: Питер, 2007. — 512 с.
- Теория партий и партийных систем. Хрестоматия. Сост. Б. А. Исаев, М.: Аспект-Пресс. 2008. — 400 с.
- Мир политической мысли. Хрестоматия по партологии. Кн.1. Основоположники партологии. Автор-составитель Исаев Б. А. Под редакцией Б. А. Исаева, А. К. Голикова, В. Е. Юстузова. Изд-во Балт. гос. техн. ун-та. СПб., 2002. — 256 с.
- Мир политической мысли. Хрест. по партологии. Кн.2. Основатели российской науки о партиях. Автор-сост. Исаев Б. А. Под ред. Б. А. Исаева, А. К. Голикова, В. Е. Юстузова. Изд-во Балт. гос. техн. ун-та. СПб., 2002. — 222 с.
- Мир политической мысли. Хрест. по партологии. Кн.3. Современные партологи о политических партиях. Автор-составитель Исаев Б. А. Под ред. Б. А. Исаева, А. К. Голикова. Изд-во Балт. гос. ун-та. СПб., 2005. — 229 с.
- Мир политической мысли. Хрест. по партологии. Кн.4. Современные партологи о партийных системах. Автор-сост. Исаев Б. А. Под ред. Б. А. Исаева, А. К. Голикова. Изд-во Балт. гос.. ун-та. СПб., 2005. — 240 с.
- Геополитики и геостратеги. Хрестоматия. Ч.1. Предтечи геополитики. Авт. — сост. Б. А. Исаев. Балт. гос. техн. ун-т. СПб., 2003. — 232 с.
- Геополитики и геостратеги. Хрестоматия. Ч.2. Классики геополитики. Кн. 1. Немецкая, итальянская, японская школы. Авт. — сост. Б. А. Исаев. Балт. гос. техн. ун-т. СПб., 2004. — 227 с.
- Геополитики и геостратеги. Хрестоматия. Ч.2. Классики геополитики. Кн. 2. Английская, американская, французская, русская школы. Авт. — сост. Б. А. Исаев. БГТУ. СПб., 2003. — 232 с.
- Геополитики и геостратеги. Хрестоматия. Ч.3. Современные европейские геополитики. Авт. — сост. Б. А. Исаев. Балт. гос. техн. ун-т. СПб., 2004. — 234 с.
- Геополитики и геостратеги. Хрестоматия. Ч.4. Современные американские геополитики. Авт. — сост. Б. А. Исаев. Балт. гос. техн. ун-т. СПб., 2004. — 252 с.
- Геополитики и геостратеги. Хрестоматия. Ч.5. Современные российские геополитики. Кн. 1. Авт. — сост. Б. А. Исаев. Балт. гос. техн. ун-т. СПб., 2004. — 215 с.
- Геополитики и геостратеги. Хрестоматия. Ч.5. Современные российские геополитики. Кн. 2. Авт. — сост. Б. А. Исаев. Балт. гос. техн. ун-т. СПб., 2004. — 188 с.
- Мир политической мысли. Хрестоматия по политологии. Под ред. А. К. Голикова, Б. А. Исаева. СПб. Изд-во Балт. гос.. ун-та. СПб., 1999—2006 гг. Всего вышло более 20 томов.

### Статьи
- Исаев Б. А. М. М. Ковалевский как политолог и публичный политик. // Клио (журнал) /Клио. Исторический журнал. 2003. № 1.
- Исаев Б. А. Геополитические эпохи развития российского государства // Политэкс. Политическая экспертиза. 2005. Т. 1. № 2. С. 140—152.
- Исаев Б. А. Российские вузы, выпускающие политологов // Политэкс. Политическая экспертиза. 2006. Т. 2. № 1. С. 269.
- Исаев Б. А.Российская цивилизация как вид европейской цивилизации] // Политэкс. Политическая экспертиза. 2006. Т. 2. № 1. С. 270—279.
- Исаев Б. А. Теория политической системы. // Социально-гуманитарные знания. 2007. № 4.
- Исаев Б. А. Геополитические модели современного мироустройства // Геополитика и безопасность. Аналитический и научно-практический журнал. 2007. № 1.
- Исаев Б. А.  Антидемократические тенденции в деятельности политических партий] // Научно-аналитический журнал Обозреватель — Observer. 2008. № 3 (218). С. 97-109.
- Исаев Б. А. Природа антидемократических тенденций в организации и деятельности политических партий и возможности их демократизации // Власть. 2008. № 3. С. 102.
- Исаев Б. А.Основы регионоведения / Отв. ред. проф. И. Н. Барыгин; авторский коллектив: Ачкасова В. А., Белобородова И. Н., Дука А. В., Межевич Н. М.   М. : Гардарики, 2007; Барыгин И. Н. Регионоведение / при участии В. А. Ачкасовой, А. В. Дуки, Н. М. Межевича. М. : Аспект-пресс, 2007// Политэкс. Политическая экспертиза. 2008. Т. 4. № 2. С. 289—291.
- Исаев Б. А. Формирование национальных школ геополитической науки. // Геополитика и безопасность. Аналитический и научно-практический журнал. 2008. № 2.
- Исаев Б. А. Ведущие школы современной геополитики и их главные представители. // Геополитика и безопасность. Аналитический и научно-практический журнал. 2008. № 3.
- Исаев Б. А.  Современное состояние теории партий и партийных систем // Социально-гуманитарные знания]]. 2008. № 2.
- Исаев Б. А. Развитие партийной системы Великобритании // Политэкс. Политическая экспертиза. 2008. Т. 4. № 4. С. 240—266.
- Исаев Б. А.  Ретроспектива взглядов, парадигм и подходов к анализу международных конфликтов и их предупреждению] // Конфликтология. 2008. № 3. С. 8-34.
- Исаев Б. А.Состояние современной геополитики в её сравнении с геополитикой классического периода 1890—1940 гг.] // Труды Санкт-Петербургского государственного университета культуры и искусств. 2008. Т. 180. С. 64-71.
- Исаев Б. А. Последняя империя. // Геополитика и безопасность. Аналитический и научно-практический журнал. 2009. № 1 (5).
- Исаев Б. А.Понятие и типология политических режимов.] // Социально-гуманитарные знания. 2009. № 3. С. 88-97.
- Исаев Б. А. Какая структура международной безопасности нужна России? // Геополитика и безопасность. Аналитический и научно-практический журнал. 2009. № 2-3 (6-7).
- Исаев Б. А.Трансформация партийной системы Японии в XX—XXI в. // Политэкс. Политическая экспертиза. 2010. Т. 6. № 1. С. 207—225.
- Исаев Б. А. И. Н. Барыгин. Международное регионоведение] // Политэкс. Политическая экспертиза. 2010. Т. 6. № 1. С. 274—275.
- Исаев Б. А. Структура и характерные режимы функционирования партийно-политической системы Германии. // Человек, сообщество, управление. Научно-информационный журнал. 2010. № 1.
- Исаев Б. А.Геополитика классическая и геополитика современная.] // Полис. Политические исследования. 2011. № 2. С. 69-85.
- Исаев Б. А.  Праворадикальные и правоэкстремистские политические партии и движения в современной Европе. Учебник для вузов / Отв. ред. И. Н. Барыгин. СПб: «Петрополис», 2011 // Политэкс. Политическая экспертиза. 2011. Т. 7. № 2. С. 276—278.
- Исаев Б. А.  Что означает и для чего нужна концепция «Великая русская революция?» // Политэкс. Политическая экспертиза. 2011. Т. 7. № 4. С. 232—248.
- Исаев Б. А. Социально-политические революции формата «4Д» // Сб. статей: Культура конфликта во взаимодействии власти и гражданского общества как фактор модернизации России Ин-т «Справедливый Мир», Рос. Ассоц. Политич. Наук, Фонд им. Фридриха Эберта; Ред. кол: Л. И. Никовская (отв.ред.), В. Н. Шевченко, В. Н. Якимец. М.: Ключ-С, 2012.
- Исаев Б. А.  Структура и функционирование партийно-политической системы США. Часть 1] // «Теории и проблемы политических исследований». 2012. № 2-3. С. 31-57.
- Исаев Б. А. Структура и функционирование партийно-политической системы США. Часть 2 // «Теории и проблемы политических исследований». 2012. № 4. С. 22-47.
- Исаев Б. А. Условия и факторы, периоды и циклы развития демократии. Часть 1 // Политэкс. Политическая экспертиза. 2012. Т. 8. № 3. С. 273—291.
- Исаев Б. А. Условия и факторы, периоды и циклы развития демократии. Часть 2 // Политэкс. Политическая экспертиза. 2012. Т. 8. № 4. С. 262—275.
- Исаев Б. А.  Европейские правые радикалы в сравнительном измерении] // Современная Европа. 2012. № 2 (50). С. 143—146.
- Исаев Б. А.Демократическая тенденция в политической истории Средневековой Руси: политические системы, институты и группировки] // Труды исторического факультета Санкт-Петербургского университета. 2013. № 15. С. 29-42.
- Исаев Б. А.Становление и функционирование партийно-политической системы Китая. Часть 1. Зарождение партий и становление партийно-политической системы Китая] // Теории и проблемы политических исследований, 2013. — № 5-6. — С. 50-75.
- Исаев Б. А.  Становление и функционирование партийно-политической системы Китая. Часть 2. Функционирование партийно-политической системы современного Китая // Теории и проблемы политических исследований, 2014. — № 3. — С. 68-97.
- Исаев Б. А. Принцип домино и цепи революций: где, почему и как случаются «цветные революции»]. // Конфликтология, 2014. — № 4. — С. 43-63.
- Исаев Б. А. Причины цветных революций] // Конфликтология. 2014. № S. С. 412—415.
- Исаев Б. А. Теоретико-методологические основы исследований партийной системы России // Политэкс. Политическая экспертиза. 2015. Т. 11. №. 1.
- Исаев Б. А. Древнегреческие историки и философы о сущности демократии, её конфликте с тиранией и олигархией и современный взгляд на этот процесс // Вестник Санкт-Петербургского университета. Серия 17. Философия, конфликтология, культурология. 2015. Вып. 4. С. 85-95.
- Исаев Б. А. Эволюция партии власти и партии оппозиции в современной России] // Конфликтология. 2015. № 4. С. 27-34.
- Исаев Б. А.  В. В. Путин как геополитик и геостратег // Научная сессия ГУАП. Часть 3. Гуманитарные науки. 2016. С. 52-60.
- Исаев Б. А. Структура и характерные режимы функционирования партийно-политической системы Франции. // Теории и проблемы политических исследований. 2016. № 2.
- Исаев Б. А. Характеристики партийных систем и вычисление некоторых показателей партиом // Политэкс. Политическая экспертиза. 2016. Т. 12. № 1. С. 29-51.
- Исаев Б. А., Власкина С. В. Теория социальных расколов Липсета — Роккана и возможности её применения для анализа первой, второй и третьей партийных систем России] // Политэкс. Политическая экспертиза. 2016. Т. 12. № 4. С. 43-64.
- Исаев Б. А.  Революция как конфликт и её измерения] // Конфликтология. 2016. № 1. С. 53-75.
- Исаев Б. А. Радикальные, экстремистские, террористические группировки в тройственном конфликте с обществом, государством и умеренными политическими силами] // Конфликтология. 2016. № 3. С. 53-68.
- Исаев Б. А., Игнатьева И. Ф. Причины, ход и значение Февральской революции в России] // Конфликтология. 2017. № 1. С. 37-62.
- Исаев Б. А. Концепция Великой русской революции: от 1905 до 1991 г.] // Научные труды Северо-Западного института управления РАНХиГС. 2017. Т. 8. № 4 (31). С. 44-49.
- Исаев Б. А. Партийная система России: мультипартизм или бипартизм?] // Вестник Санкт-Петербургского университета. Политология. Международные отношения. 2017. Т. 10. № 3. С. 210—225.
- Игнатьева И. Ф., Исаев Б. А. Геоэкономика как структурный элемент геополитики // Вестник Томского государственного университета. Философия. Социология. Политология. 2018. № 44. С. 213—223.
- Исаев Б. А. Структура революций. Часть 1. Конфликтологическая и социально-политическая структура революций // Конфликтология. 2018. Т. 13. № 2. С. 47-64.
- Исаев Б. А., Игнатьева И. Ф. Структура революций. Часть 2. Стадийная и событийная структура революций // Конфликтология. 2018. Т. 13. № 3. С. 9-28.
- Исаев Б. А. Философия геополитики // Философия и гуманитарные науки в информационном обществе. 2018. № 3 (21). С. 75-99.
- Исаев Б. А., Игнатьева И. Ф. Структура геополитики // Вестник Томского государственного университета. История. 2019. № 59. С. 66-74.

•	Исаев Б. А. Место в истории и характерные черты постиндустриального, информационного общества // Философия и гуманитарные науки в информационном обществе. 2019. № 2 (24). С. 50-69.
•	Исаев Б.А., Игнатьева И.Ф. Структура геополитики.
Вестник Томского государственного университета. История. 2019. № 59. С. 66-74.
•	Исаев Б.А., Игнатьева И.Ф. Подготовка студентов в условиях комммерциализации образования. Проблемы современного педагогического образования. 2019. № 62-3. С. 98-102.
•	Исаев Б.А., Игнатьева И.Ф. Геоэтнополитология: предмет, содержание, факторы развития. Вестник Томского государственного университета. Философия. Социология. Политология. 2020. № 56. С. 256-273.
•	Исаев Б.А. Революциология как научная дисциплина. Часть 1. Теории, методологии и практики революций. Теории и проблемы политических исследований. 2020. Т. 9. № 3A. С. 58-71.
•	Исаев Б.А. Роль, место и время революций в постиндустриальном обществе. Философия и гуманитарные науки в информационном обществе. 2020. № 2 (28). С. 12-26.
•	Исаев Б.А., Стерликова А.А. Прием в бакалавриат и магистратуру ГУАП по направлению "Политология" в 2020 году. Философия и гуманитарные науки в информационном обществе. 2020. № 2 (28). С. 147.	
•	Исаев Б.А., Игнатьева И.Ф. Содержание и структура геоконфессиологии. Часть 1. научно-проблемная и научно-дисциплинарная структура геоконфессиологии. Вестник Томского государственного университета. Философия. Социология. Политология. 2021. № 64. С. 202-213.
•	Исаев Б.А. Революциология как научная дисциплина. Часть 2. Общая теория революций. Теории и проблемы политических исследований. 2021. Т. 10. № 3A. С. 3-17.
•	Исаев Б.А., Игнатьева И.Ф. Геофутурология техники.
Технологии в инфосфере. 2021. Т. 2. № 3 (4). С. 143-164.
•	Исаев Б.А. "Пятый элемент" геополитики. Часть 1. История противостояния Запада и Востока. Теории и проблемы политических исследований. 2022. Т. 11. № 2A. С. 5-19.
•	Исаев Б.А. Пятый элемент" геополитики. Часть 2. основы современного противостояния Запада и Востока. Теории и проблемы политических исследований. 2022. Т. 11. № 3А. С. 5-21.
•	Исаев Б.А. Игнатьева И.Ф. Содержание и структура геоконфессиологии: предмет, социологическая, психологическая и политологическая части.
Теории и проблемы политических исследований. 2023. Т. 12. № 8-1. С. 3-14.
•	Исаев Б.А. Игнатьева И.Ф. Геополитическая история как пограничная дисциплина истории и геополитики. Теории и проблемы политических исследований. 2023. Т. 12. № 2-1. С. 3-18.
•	Игнатьева И.Ф., Исаев Б.А., Воронцов А.В. Социология туризма: становление и роль в управлении туристской сферой. Вопросы управления. 2023. № 4 (83). С. 68-79.

### Поэтические сборники
- И. Борисов. Круги любви. Изд. ВВМУРЭ им. А,С, Попова. 1988.
- Б. Исаев. Избранное. СПб, 1998. — 90 с.
- Б. Исаев. Стихи для друзей. СПб., 2007. — 150 с.
- Исаев, Б. А.. Избранное 2008. Сборник стихов. Балт. гос. техн. ун-т совместно с ООО РИЦ «Культ_Информ-Пресс» -СПб., 2008. — 154 с.
- Борис Исаев. Любовь и нелюбовь. СПб. Петрополис. 2011. — 160 с.
- Борис Исаев. Романтика стиха. СПб. Издательство «Союз художников». 2023. — 244 с.